# Мајагвез (Порторико)
Мајагвез (шп. Mayagüez) је општина у америчкој острвској територији Порторико, острвској држави Кариба.

## Демографија
По попису из 2010. године број становника је 89.080, што је 9.354 (-9,5%) становника мање него 2000. године.
| Група             | 2000.          | 2010.          |
| Белци             | 692 (0,7%)     | 625 (0,7%)     |
| Афроамериканци    | 5.530 (5,6%)   | 7.345 (8,2%)   |
| Азијати           | 266 (0,3%)     | 189 (0,2%)     |
| Хиспаноамериканци | 97.467 (99,0%) | 88.132 (98,9%) |
| Укупно            | 98.434         | 89.080         |